# Paul Hawkins
Robert Paul Hawkins (Richmond, 12 de outubro de 1937 — Oulton Park, 26 de maio de 1969) foi um automobilista australiano. 
Participou de três corridas na Fórmula 1 em equipes privadas. Também correu nas 24 Horas de Le Mans. Faleceu num acidente enquanto disputava a International Tourist Trophy, em Oulton Park.